# Witte Lotusdag
Witte Lotusdag is een theosofische herdenkingsdag, die ieder jaar wordt gehouden op 8 mei (of een praktische datum zo dicht mogelijk bij 8 mei), door loges en studiegroepen van de Theosofische Vereniging en het Theosofisch Genootschap.
Deze dag wordt het overlijden van Helena Blavatsky herdacht. In sommige groepen wordt een algemene rouwzitting gehouden, waarbij alle overledenen van de groep worden herdacht, voornamelijk wat betreft de overlijdens van het laatste jaar.
Tijdens de Witte Lotuszitting wordt vaak voorgelezen uit enkele boeken die Blavatsky erg dierbaar waren:
- De Bhagavad Gita
- Het Licht van Azië, Sir Edwin Arnold
- De stem van de stilte, vertaling door Helena Blavatsky

Sedert de 20ste eeuw wordt hier vaak aan toegevoegd:
- Aan de voeten van de Meester, J. Krishnamurti